# San Basilio agli Orti Sallustiani
San Basilio agli Orti Sallustiani, även benämnd San Basilio, är en kyrkobyggnad i Rom, helgad åt den helige Basileios, biskop och kyrkofader. Kyrkan är belägen vid Via di San Basilio i Rione Trevi och tillhör församlingen San Camillo de Lellis. Liturgin firas enligt bysantinsk-grekisk rit.
Kyrkans tillnamn ”Orti Sallustiani” åsyftar Sallustius trädgårdar, vilka var belägna mellan Pincio, Quirinalen och Porta Salaria i nordöstra Rom.

## Historia
Basilianermunkar från Grottaferrata etablerade vid 1600-talets början ett kloster vid kyrkan Santa Maria del Buon Consiglio ai Monti. År 1634 flyttade man till Santi Venanzio e Ansovino. Munkarna hade dock intentionen att uppföra en egen kyrka och åren 1680–1682 byggdes San Basilio efter ritningar av arkitekten Carlo Francesco Bizzaccheri. Fasaden är i blekblått och de arkitektoniska detaljerna i vitt. Ordningen är dorisk. Då bysantinsk liturgi firas i kyrkan, har interiören en ikonostas. Den härstammar från kyrkan San Lorenzo ai Monti, som revs 1932. Höger vägg har målningen Den helige Josefs död och vänster vägg Jungfru Maria och Barnet med helgon.